# Aljoša Mimica
Aljoša Mimica (Beograd, 1948. – 4. svibnja 2011.), srbijanski sociolog i prevoditelj hrvatske nacionalnosti.

## Životopis
Rodio se u Beogradu u partizanskoj obitelji iz Hrvatske. Otac Miloš Mimica bio je novinar, a mati Nada Sponza bila je prevoditeljica. Pristupili su partizanima boreći se protiv fašizma i time su se borili protiv nacionalizma. U Zagrebu i Beogradu pohađao je osnovnu školu. Gimnaziju pohađao u Beogradu. Maturirao na Drugoj beogradskoj gimnaziji. Na Filozofskom fakultetu u Beogradu na Odjelu za sociologiju diplomirao, magistrirao i doktorirao. 1979. profesor Veljko Korać izabrao ga je za svog asistenta. Došao do statusa redovnog profesora na Filozofskom fakultetu u Beogradu. Nije dočekao odlazak u mirovinu. Najviše je predavao Povijest socijalnih teorija. Zadnjih godina života predavao je Povijest klasične sociologije i Povijest klasične antropologije. Dosta je pridonio razvitku sociologije i srodnih znanosti. Nezaobilazan je Mimičin doprinos srbijanskoj povijesti istoriji socijalne filozofije i sociologije, osobito francuske.
Radi aktualiziranja Tocquevilleovih ideja i primjene u srbijansku političku stvarnost, Mimica je kvalificirajući Miloševićevu vladavinu koristio Tocquevilleov koncept "demokratski despotizam". Mimica je rabio koncept anomije radi ocrtavanja razaranja srpskog društva, njegovu razbijenu svakodnevicu u postsocijalističkoj transformaciji. Koncept anomije Émile Durkheima je rabio da bi opisao osjećaj besciljnosti i očaja izazvano procesima promjena u suvremenom svijetu, čega je posljedica uspostava društvenih norma koje gube nadzor nad ponašanjem pojedinca.
Uređivao je časopis Marksizam u svetu. Mimica je bio intelektualac koji je premda je slušap praksisovačka predavanja, razumijevao neomarksizam, idejnopolitički vremenom je postao liberal, odnosno lijevi liberal ili egalitarni libertarijanac.
Cijeli je život bio kritičarski raspoložen i skeptičan prema mnogo toga, ponaosob političkim akterima i njihovim polumodernizacijskim reformama.  Bio je promicatelj demokratske političke kulture. U knjizi  Vreme kada je narod govorio u kojoj su obrađeni odjeci i reagiranja od 1988. do 1991., on i Radina Vučetić prikazali su "pogubni politički, kulturološki, socijalnopsihološki, pa i moralni učinci (...) novinske kampanje, u kojoj je Redakcija ‘Politike’ prepustila čitaocima naizgled neslužbeno i spontano, a zapravo u tzv. višem nacionalnom interesu, obave najprljaviji dio posla na indoktrinaciji javnog mišljenja".
U godinama raspada Jugoslavije bio je članom Malog vijeća Beogradskog kruga, jedan od najutjecajnijih intelektualaca tog kruga. Beogradski krug je bilo udruženje neovisnih intelektualaca raznih struka koji su oštro kritizirali organiziranu neodgovornost najvećeg dijela pripadnika političkih i kulturnih elita u Jugoslaviji, a naročito u Srbiji. Kritizirali su te elite što umjesto da su čuvale Jugoslaviju, da su ju u krvi razarale, jer su elite bile protagonisti nacionalističke i ratne politike. Iz tog vremena Mimičine javne djelatnosti, su pored ostalih tekstova, najbojli primjeri smjeli predgovori kojima je s Ivanom Čolovićem opremio knjige Druga Srbija (1992.) i Intelektualci i rat (1992.). On je imao signifikantnu u stvaranju novog javnog mišljenja, koje je "tog nesrećnog proljeća 1992. diglo glas protiv sveopćeg straha i mržnje, razaranja, istrebljenja, etničkog čišćenja...". Isticao se kao jedan od rijetkih intelektualaca (u Srbiji) koji su početkom devedesetih bili prvi protiv nacionalizma i rata. Zbog tih političkih stavova imao je problema. Onda i sve donedavno napadali su ga prononsirani srpski nacionalisti. Njemu i ostalim iz tog kruga prigovarali su da su anacionalni, mondijalisti, štaviše izdajnici. Na Zapadu propagirano Vreme kao antinacionalistički list, objavilo je In memoriam, u kojem nije ni riječju spomenuto da je Hrvat, nego tek uzgredno redak o fotografiji roditelja " oboje u partizanskim uniformama, spočetka četrdesetih godina, negde u Dalmaciji."
Prevođen je na francuski, engleski, slovenski i poljski.

## Izbor iz djela
Izbor iz djela:
- Ogled o srednjoj klasi
- Emil Dirkem i radikalska sociologija
- Misliti zajedno - prepiska između Dekarta i Elizabete, autori Jasna Šakota-Mimica i Aljoša Mimica
- Vreme kada je narod govorio – odjeci i reagovanja u "Politici", 1988–1991
- Analekta
- Montesquieu: O duhu zakona, prijevod na srpski
- Tokvil: Stari režim i revolucija, prijevod na srpski
- Dirkema, Elementarni oblici religijskog života, prijevod na srpski
- Sociološki rečnik (ur. Aljoša Mimica, Marija Bogdanović)